# 김청아
김청아(1992년 8월 1일 ~ )는 대한민국의 뮤지컬 배우다. 2013년 뮤지컬 '쾌락천사'로 데뷔했다.

## 방송
- 미스트롯3 (2023) - Top72

## 공연
- 쾌락천사 (2013)
- 복순이 할배 (2014)
- 구름 위를 걷는 자 (2016)
- 빨래 (2019)
- 아일랜더 (2022)
- 청춘소음 (2023)
- 스모크 (2023)
- 멸화군 (2023)
- 레드북 (2023)